# This is Nollywood
 (octobre 2012).
Pour plus de détails, voir Fiche technique et Distribution.
This is Nollywood est un film documentaire américain réalisé en 2007.

## Synopsis
This is Nollywood suit le réalisateur nigérian Bond Emeruwa dans sa tentative de boucler un long-métrage d’action en neuf jours dans la périphérie de Lagos. Mais Bond n’est finalement qu’un seul des surprenants protagonistes de Nollywood, l’industrie cinématographique en plein essor du Nigeria, peu connue mais qui est en train de modifier à vitesse grand V la culture populaire contemporaine de l’Afrique. Finalement, le film va au-delà du système cinématographique fascinant et inattendu, il traite davantage de personnes capables de surmonter des obstacles pour atteindre leur rêve.

## Fiche technique
- Réalisation : Franco Sacchi
- Production : Cargo Film & Releasing
- Image : Franco Sacchi Robert Caputo
- Musique : Alan Perez Ted Corrigan Antibalas
- Montage : Franco Sacchi

## Récompenses
- Festival international d'Abuja 2007